# Walking Street
Walking Street est un quartier de divertissement et un quartier chaud de la ville de Pattaya, en Thaïlande. 

## Description
La rue est une attraction touristique qui attire les étrangers et les ressortissants thaïlandais, principalement pour sa vie nocturne. Le quartier de Walking Street comprend des restaurants de fruits de mer, des salles de concert, des bars à bière, des discothèques, des bars sportifs, des go-go bars et des hôtels,. Toujours dans la rue, les touristes se voient souvent offrir la possibilité de regarder une variété d'émissions sexuelles, par exemple, y compris des actes sexuels entre interprètes de l'émission.
La zone est fermée aux véhicules de 19h00 à 03h00. Un parking pour voitures et motos est disponible à l'extrémité de Bali Hai. Bien que l'heure de fermeture des bars et clubs soit officiellement 04h00, certains restent ouverts plus tard illégalement.
Walking Street est situé dans la ville de Pattaya. Un grand panneau vidéo a été érigé en mars 2010 à l'entrée de Beach Road. La rue compte de nombreux bars, restaurants et attractions qui font de la publicité à l'aide de grandes enseignes lumineuses. Les autorités de Pattaya ont commencé à sévir contre les panneaux surdimensionnés en 2015 dans le but d'améliorer l'accessibilité sur Walking Street pour les véhicules d'urgence.

## Prostitution
En plus d'un grand nombre d'institutions proposant des divertissements sexuels, un nombre important de prostituées, filles et garçons, travaillent dans la rue. Bien que la prostitution en Thaïlande soit illégale, on estime à 27 000 le nombre de prostituées travaillant à Pattaya, dont beaucoup à Walking Street.
Beaucoup de prostituées travaillent comme bargirls dans les bars et clubs le long de la rue. Leurs clients sont souvent tenus de payer une prime de bar pour les sortir du bar.
En 2016, la première femme ministre du Tourisme de Thaïlande, Kobkarn Wattanavrangkul, a annoncé que la Thaïlande était « fermée au commerce du sexe » à la suite d'une couverture défavorable dans les médias étrangers. À Pattaya, l'objectif était de repousser la prostitution au-delà de Second Street, laissant les zones proches de la plage comme une zone touristique familiale. Bien qu'il y ait eu beaucoup de raids et de répressions de la police, le commerce du sexe se poursuit dans Walking Street.

## Galerie

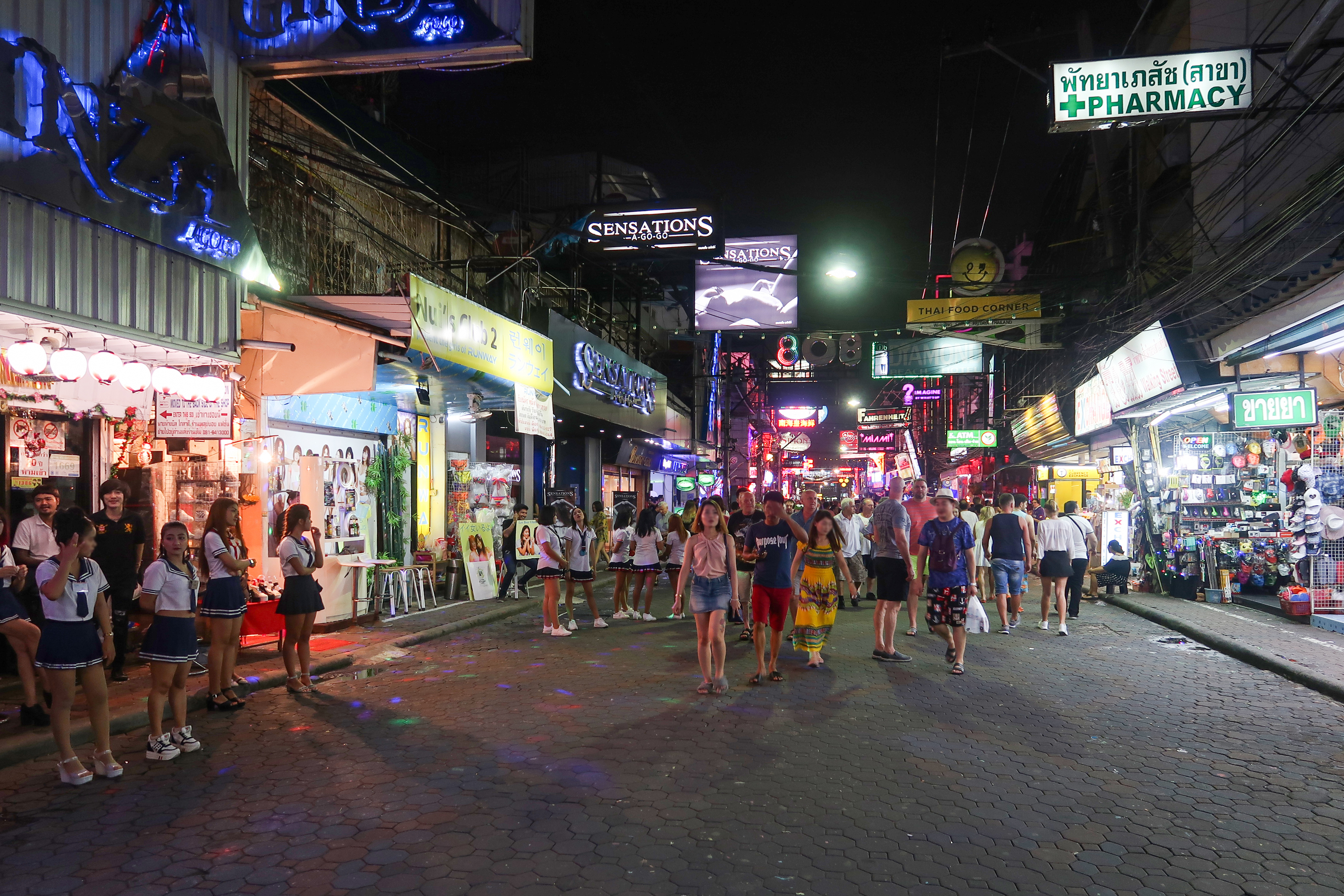
Walking Street à Pattaya en janvier 2018
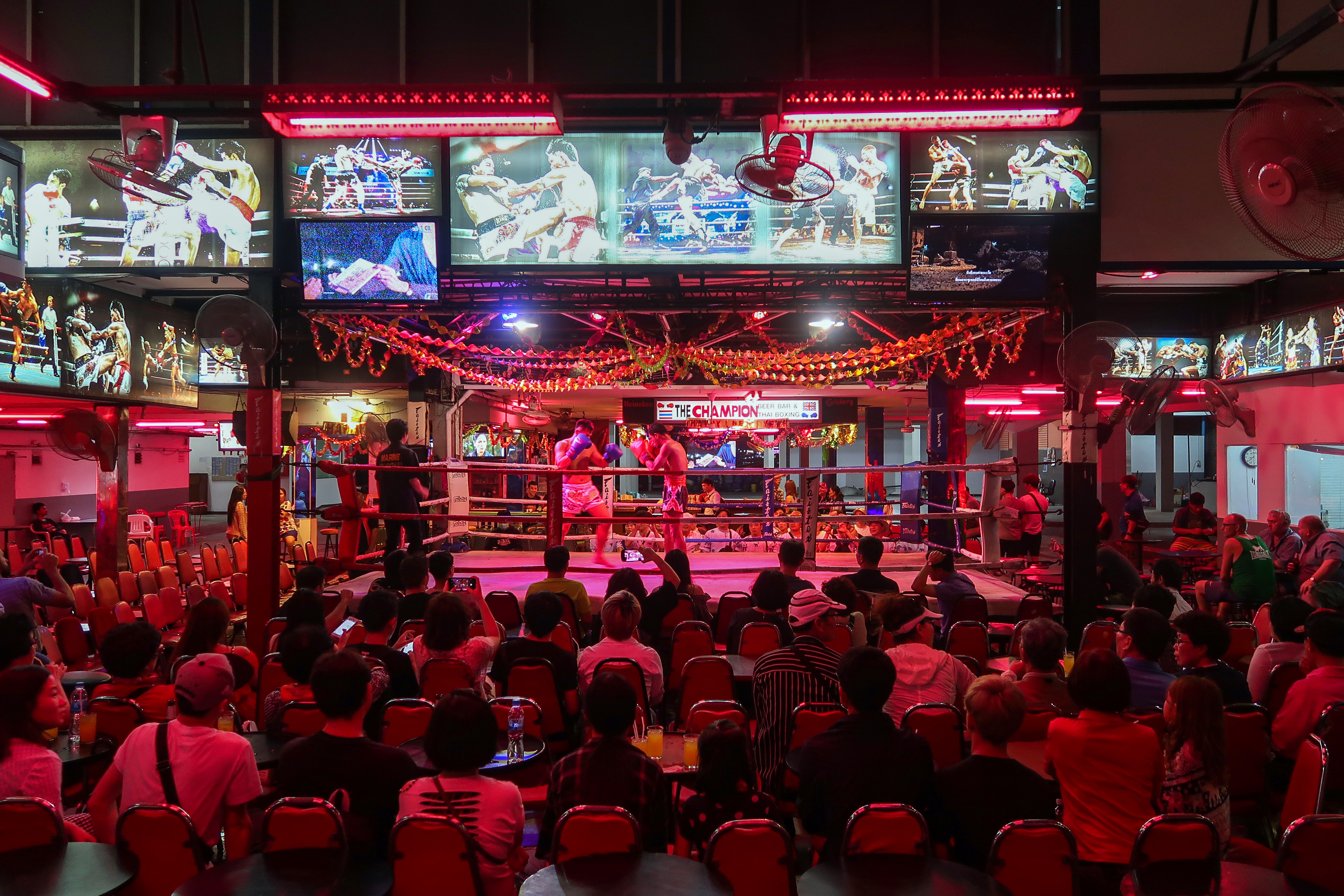
The Champion
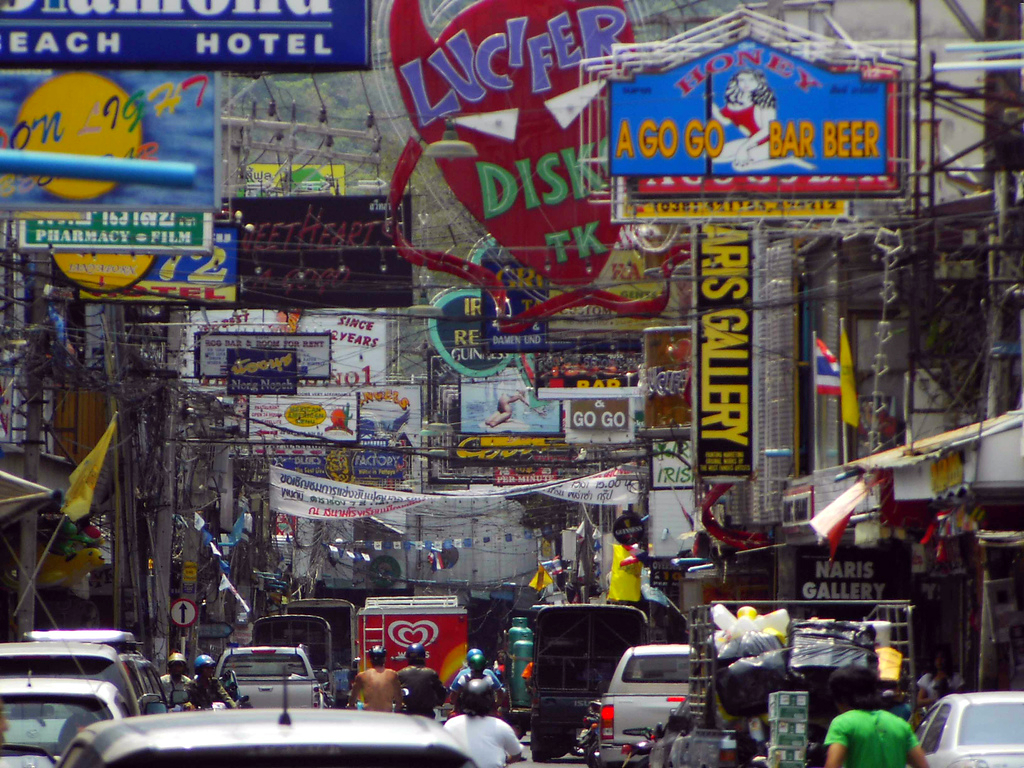
Walking Street pendant la journée
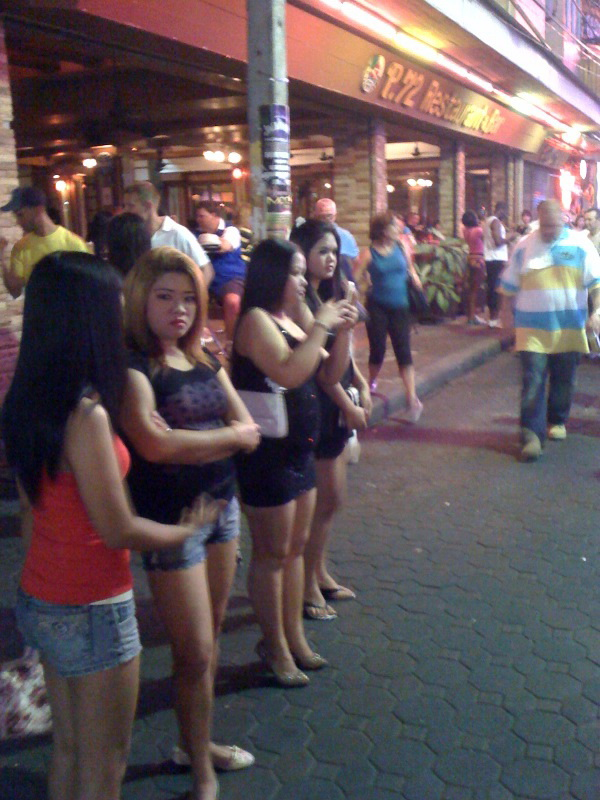
Travailleurs du sexe sur Walking Street
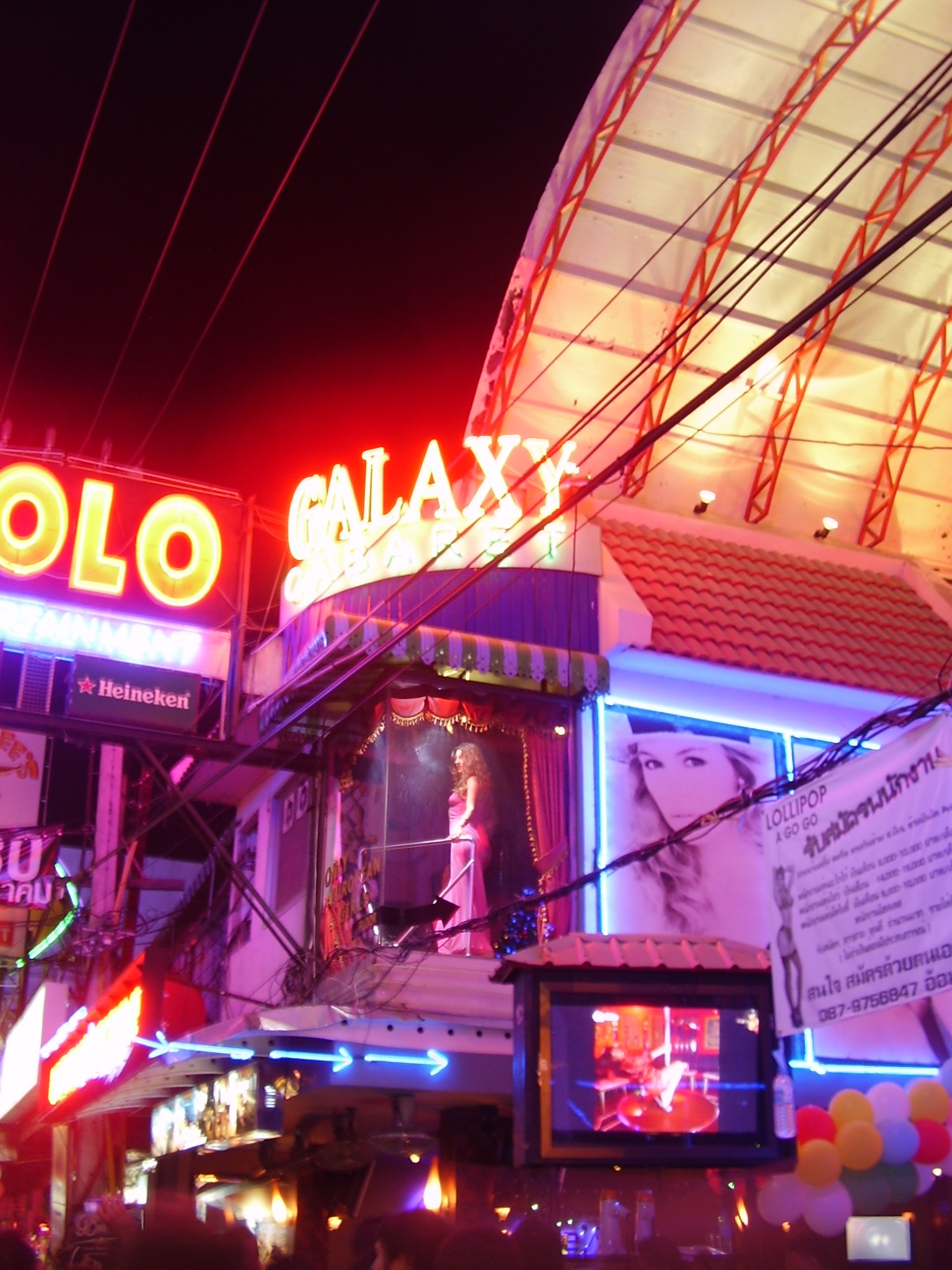
Un danseur dans la vitrine d'un go-go bar "russe", réveillon du Nouvel An 2008